# Teillet
Teillet (okzitanisch: Telhet) ist eine französische Gemeinde mit 451 Einwohnern (Stand: 1. Januar 2022) im Département Tarn in der Region Okzitanien. Die Gemeinde gehört zum Arrondissement Albi und zum Kanton Le Haut Dadou (bis 2015: Kanton Alban). Die Einwohner werden Teilletois genannt.

## Lage
Teillet liegt etwa 18 Kilometer ostsüdöstlich von Albi. Der Fluss Dadou begrenzt die Gemeinde im Süden, sein Zufluss Lézert entspringt im Gemeindegebiet. Umgeben wird Teillet von den Nachbargemeinden Villefranche-d’Albigeois im Norden, Paulinet im Osten und Nordosten, Rayssac im Osten und Südosten, Mont-Roc im Süden, Terre-de-Bancalié im Süden, Südwesten sowie im Westen.

## Bevölkerungsentwicklung
| Jahr                      | 1962 | 1968 | 1975 | 1982 | 1990 | 1999 | 2006 | 2013 |
| Einwohner                 | 729  | 688  | 628  | 615  | 606  | 442  | 444  | 440  |
| Quelle: Cassini und INSEE |      |      |      |      |      |      |      |      |

## Sehenswürdigkeiten
- Kirche Saint-Amans, um 1860 erbaut
- Schloss Grandval aus dem 15. Jahrhundert, wieder errichtet im 17. Jahrhundert
- Schloss Algayrié, 1863 erbaut

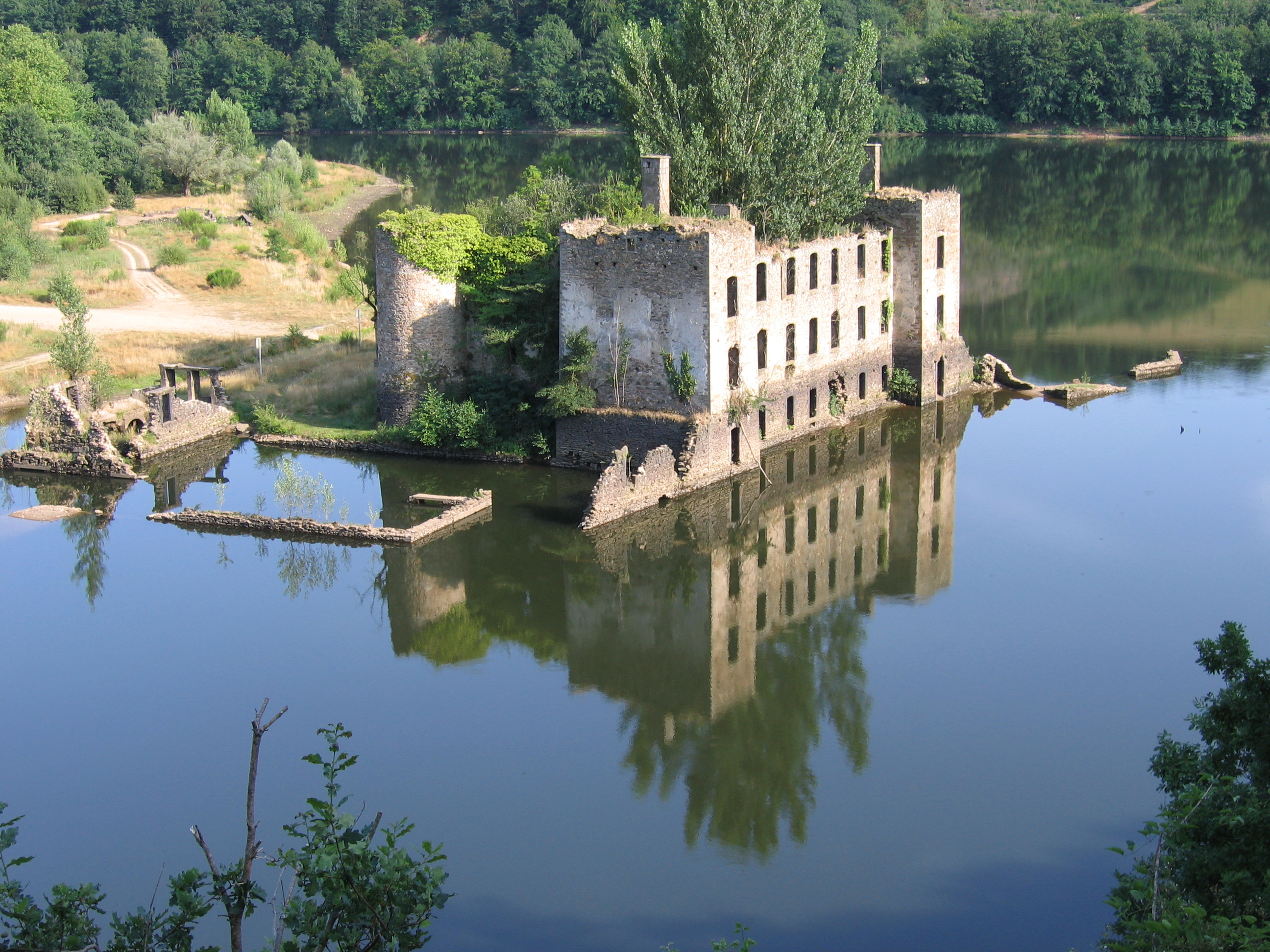
Schloss Grandval
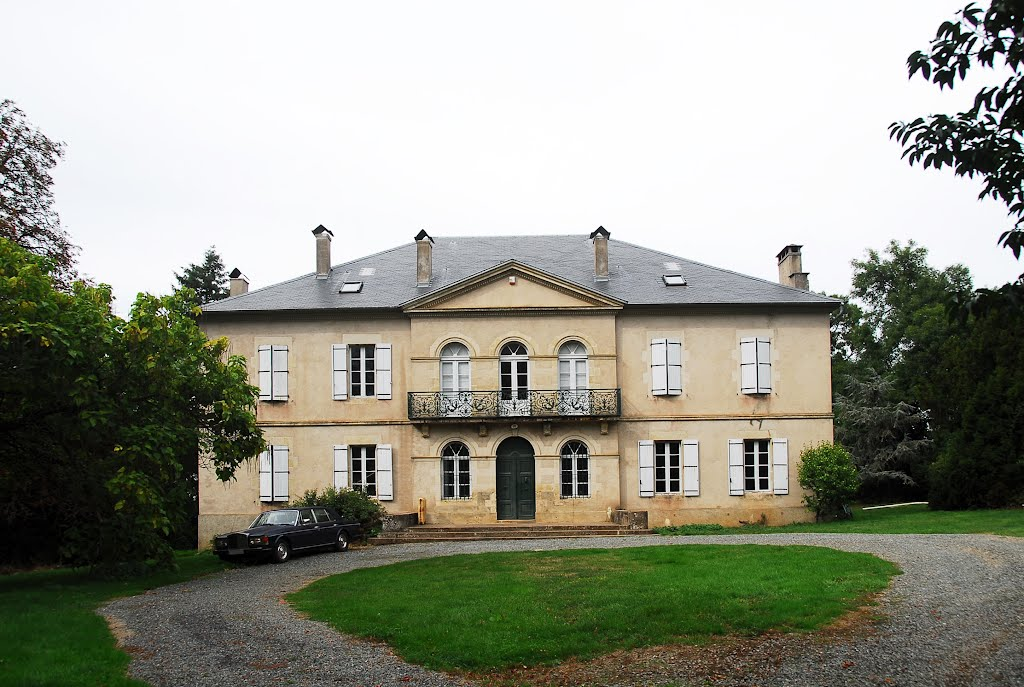
Schloss Algayrié

## Persönlichkeiten
- Charles Louis Joseph de Gau de Frégeville  (1762–1841), Divisionsgeneral